# Cust (Neuseeland)
Cust ist ein Dorf im Waimakariri District in der Region Canterbury auf der Südinsel von Neuseeland.

## Namensherkunft
Das Dorf erfuhr Zeit seines Bestehens mehrfach eine Umbenennung. Zunächst Moeraki Downs genannt, folgten die Namen Carleton und Bennet's Junction, bevor das Dorf dann schließlich zu Ehren des Militärhistorikers Edward Cust, der auch Gründungsmitglied der Canterbury Association war, in Cust umbenannt wurde.

## Geographie
Der Ort liegt rund 16 km östlich von Oxford und rund 17 km westlich von Rangiora an den Ufern des Cust Rivers. Das Stadtzentrum von Christchurch befindet sich rund 33 km südöstlich.

## Bevölkerung
Zum Zensus im Jahr 2013 zählte der Ort 447 Einwohner, was einen Anstieg der Einwohnerzahl um 4,9 % gegenüber der Volkszählung des Jahres 2006 bedeutet.

## Infrastruktur

### Verkehr
Cust ist über die Landstraße Route 72 und Rangiora an den New Zealand State Higway 71 angebunden, der direkt nach Christchurch führt.

### Bildungswesen
Cust besitzt eine Grundschule, die im Jahre 2014 126 Schüler hatte.

## Motorsport
Für mehr als 20 Jahre wurde auf einer aus verdichtetem Splitt bestehenden Rennstrecke der New Zealand Grand Prix für Motorräder ausgetragen. Die letztmals an Ostern 1963 abgehaltenen Rennen wurden von bis zu 25.000 Zuschauern besucht.

## Fotogalerie

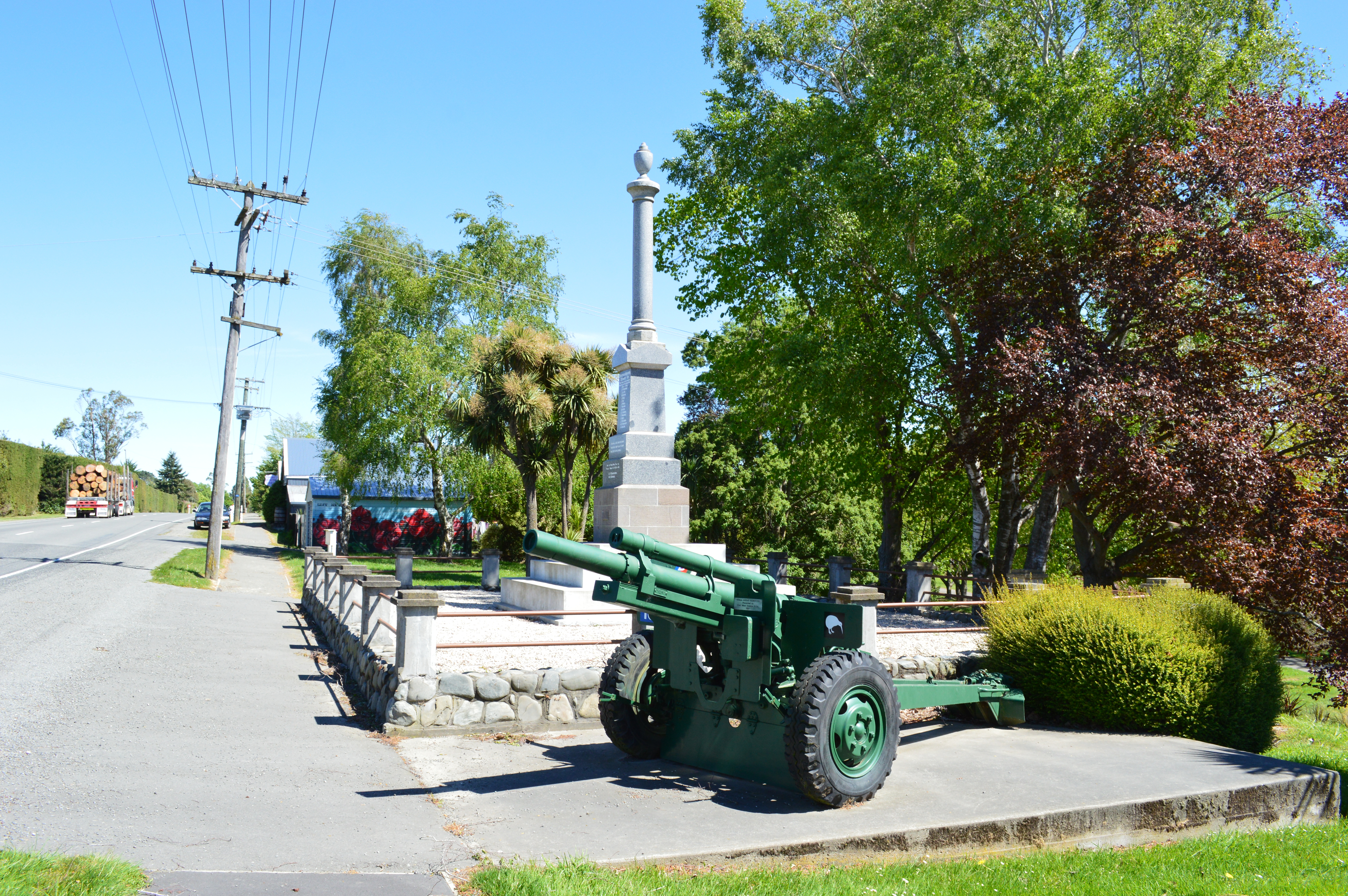
Kriegsdenkmal
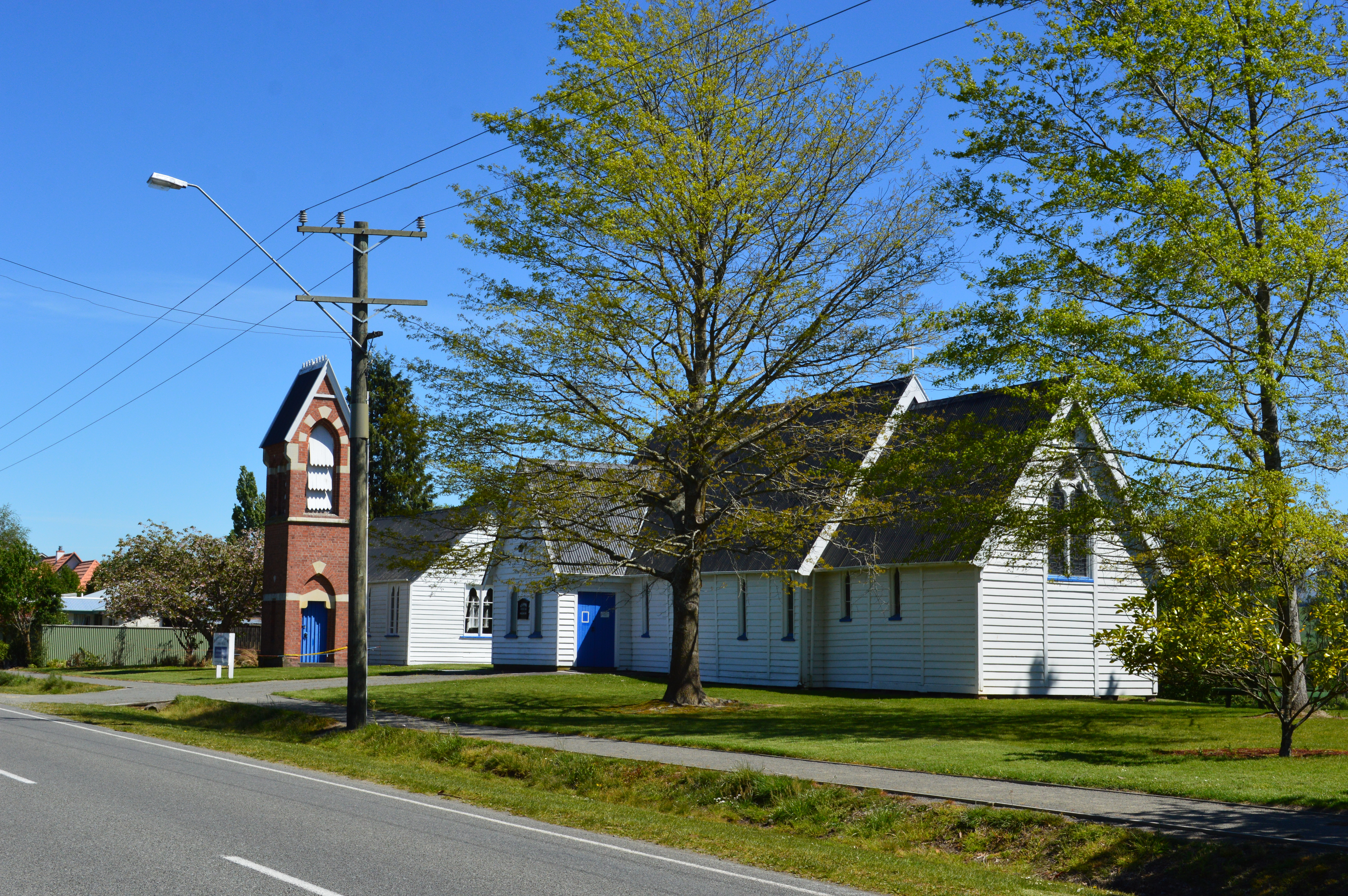
Anglikanische Kirche
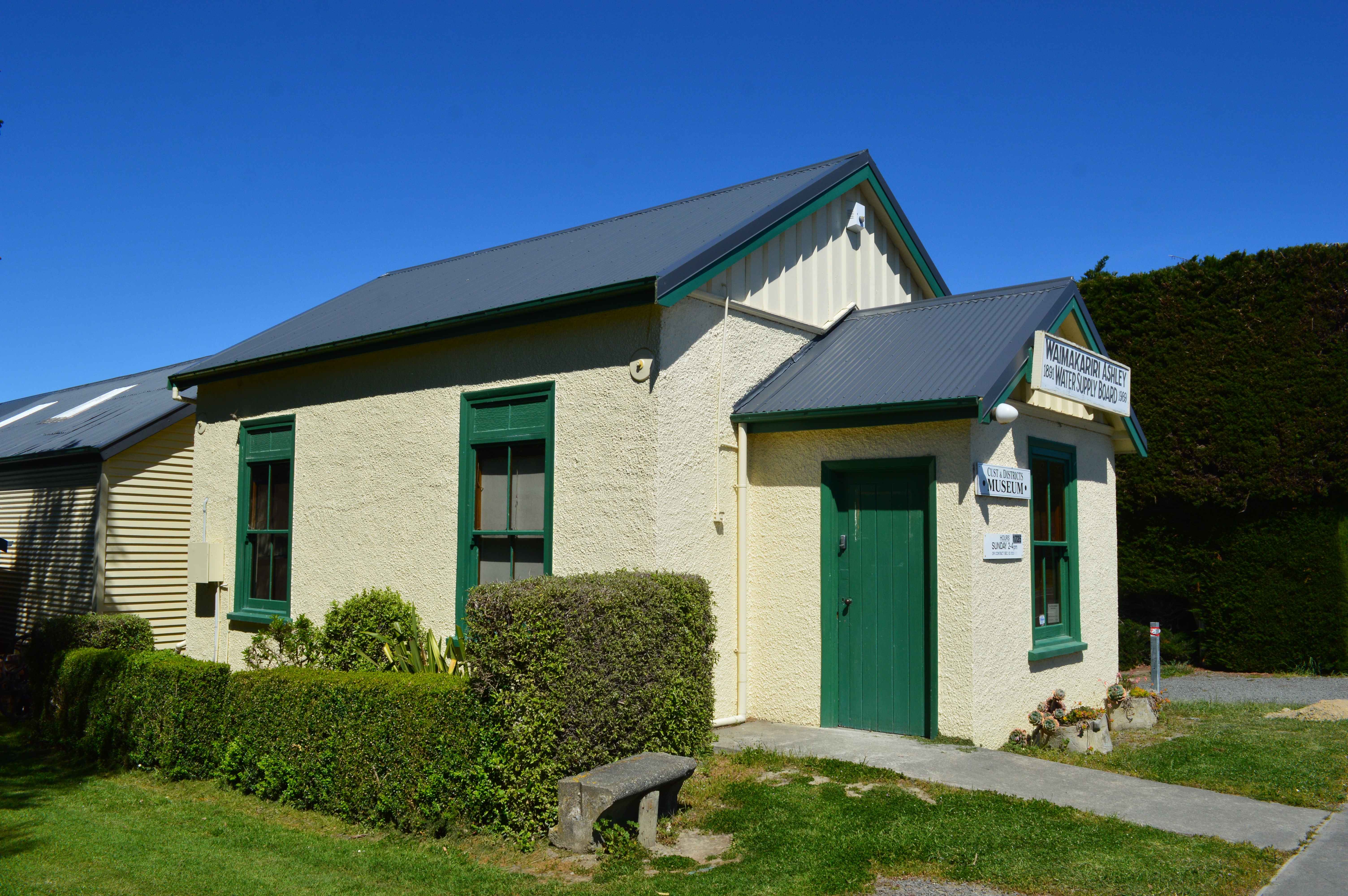
Museum
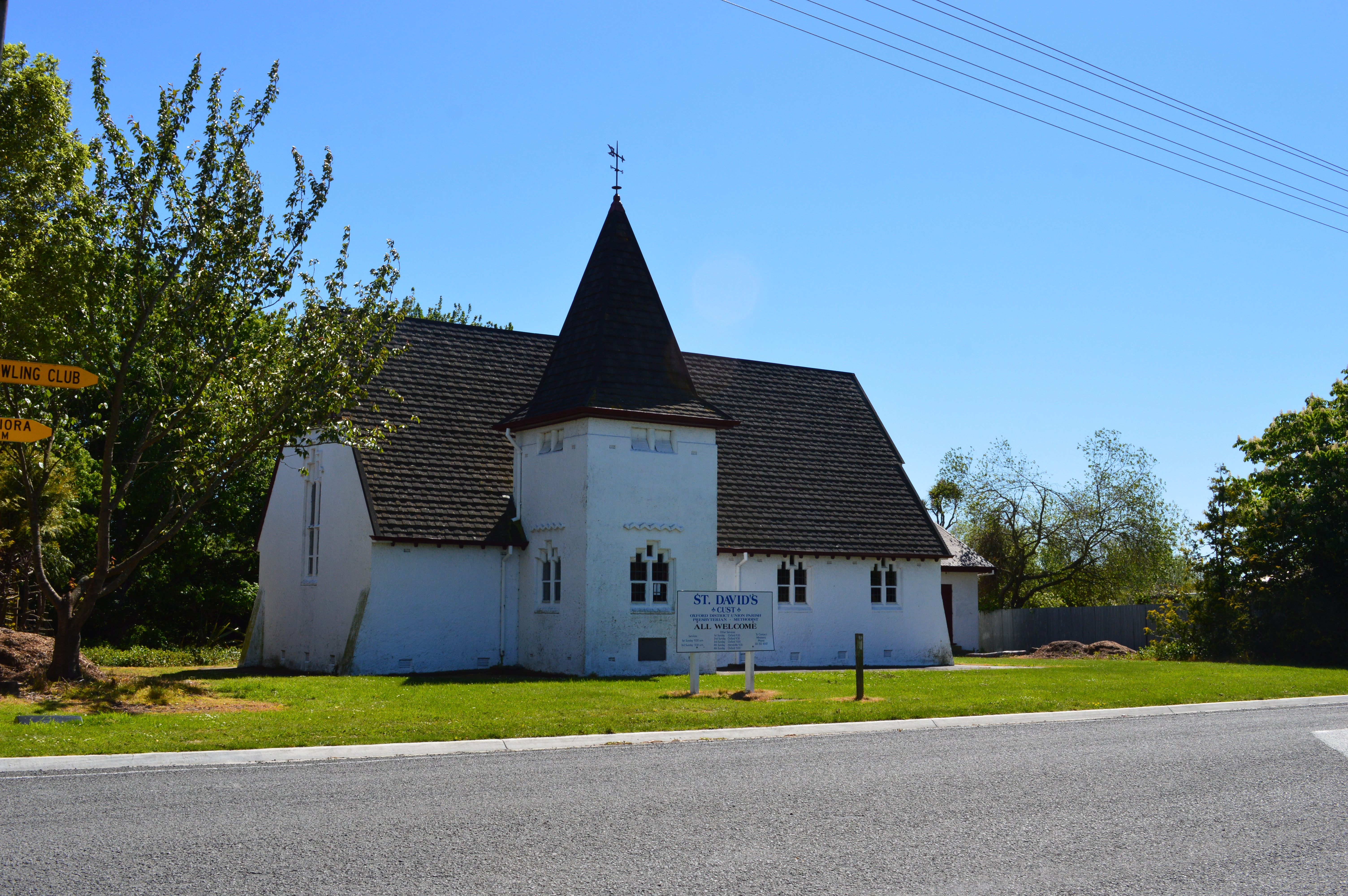
St. David’s Union Church